# Parapalpares interioris
Parapalpares interioris är en insektsart som först beskrevs av Hermann Julius Kolbe 1897.  Parapalpares interioris ingår i släktet Parapalpares och familjen myrlejonsländor. Inga underarter finns listade i Catalogue of Life.